# 9434 Bokusen
9434 Bokusen è un asteroide della fascia principale. Scoperto nel 1997, presenta un'orbita caratterizzata da un semiasse maggiore pari a 2,2725973 UA e da un'eccentricità di 0,1413085, inclinata di 2,72129° rispetto all'eclittica.